# Outardepregos
Outardepregos es un lugar español del municipio de El Bollo, en la provincia de Orense, Galicia.

## Historia
Hasta 2007 formaba parte de la parroquia de Lentellais, siendo desde entonces administrado directamente por el municipio de El Bollo.

## Demografía
| Gráfica de evolución demográfica de Outardepregos entre 2000 y 2022                                                                                |
| |
| Hasta el censo de 2007 se denominó Outar de Pregos y formaba parte de la parroquia de Lentellais. Datos según el nomenclátor publicado por el INE. |